# بنك هامبورغ التجاري
بنك هامبورغ التجاري (المعروف سابقًا باسم HSH Nordbank) (بالإنجليزية: Hamburg Commercial Bank) هو بنك تجاري في شمال أوروبا يقع مقره الرئيسي في هامبورغ بالإضافة إلى مدينة كيل بألمانيا . وهي نشطة في مجال الخدمات المصرفية للشركات والقطاع الخاص. تعتبر أكبر مزود للتمويل البحري في العالم،  وينصب تركيزها الرئيسي على الشحن والنقل والعقارات والطاقة المتجددة. ويعد البنك أحد رواد تمويل المشاريع الأوروبية في مجال الطاقة المتجددة، كما يشارك أيضًا في توسيع البنية التحتية الرقمية .
في عام 2022، فاز البنك بجائزة "أفضل تحول مصرفي في العالم" من مجلة يوروموني التجارية.  للعام الثالث على التوالي، حصل البنك على جائزة " أفضل بنك أداءً " في ألمانيا من مجلة ذا بنكر .
قام البنك بتغيير اسمه من إتش إس إتش نوردبانك إلى بنك هامبورغ التجاري (إتش سي أو بي) في 4 فبراير 2019، بعد بيع البنك إلى مالكين جدد في عام 2018.  لدى شركة إتش سي أو بي مكاتب خارجية في أثينا وعمليات مهمة أخرى في لوكسمبورج ولندن .
تم تصنيف إتش إس إتش نوردبانك، ثم إتش سي أو بي، كمؤسسة مهمة منذ دخول الرقابة المصرفية الأوروبية حيز التنفيذ في أواخر عام 2014، ونتيجة لذلك يتم الإشراف عليها بشكل مباشر من قبل البنك المركزي الأوروبي .  

## روابط خارجية
- بنك هامبورغ التجاري
- الصفحة الرئيسية لشركة إتش إس إتش نوردبانك أيه جي